# 小行星2769
小行星2769（2769 Mendeleev）是一颗围绕太阳公转的小行星。1976年4月1日，尼古拉·切爾尼赫在克里米亚发现了此天体。
該小行星以俄羅斯化學家德米特里·門得列夫命名。
这颗小行星的绝对星等为47.59446等。